# Janggak
Janggak (korejsky 양각 – Janggak to, japonsky 羊角 – Jókaku) je říční ostrov na řece Tedongu v Severní Koreji. Ze správního hlediska patří do čtvrti Čunggujŏk severokorejského hlavního města Pchjongjangu, tedy do stejné čtvrti jako severněji ležící ostrov Rŭngna. Ostrov má plochu přibližně 1,2 čtverečního kilometru a v jihozápadní části jej od roku 1905 spojuje stejnojmenný most s oběma břehy řeky, tedy se zbytkem čtvrti Čunggujŏk na severu a se čtvrtí Sŏngjogujŏk na jihu. 

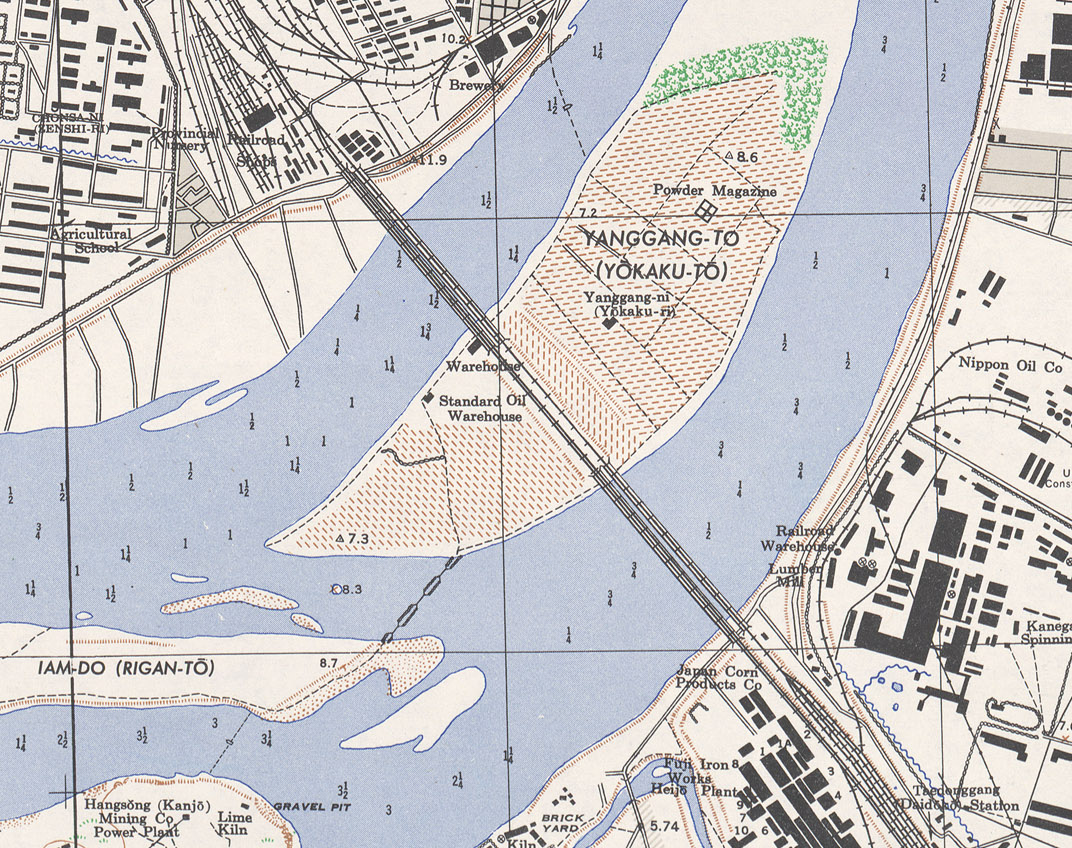
Schematické znázornění využití ostrova v roce 1946

Japonský název byl oficiálním během japonské okupace Korey v letech 1910 – 1945, kdy by ostrov využíván prakticky jen zemědělsky. 
K roku 2018 se na jeho severovýchodním konci nalézá mezinárodní hotel Janggakto dokončený v roce 1992, který je po hotelu Rjugjong druhou nejvyšší budovou Severní Korey. Jihozápadně od něj se nalézá mezinárodní kinosál Pchjongjang dokončený v roce 1988, dějiště Pchjongjangského mezinárodního filmového festivalu konaného od roku 1987. Ještě jihozápadněji, za mostem, se nachází stadion Janggakto určený pro fotbal a lehkou atletiku a dokončený v roce 1989.